# Latif
Pour les articles homonymes, voir Latif (homonymie).
Le latif est un cas qui indique un déplacement en direction d'un endroit déterminé, avec une idée de limitation du mouvement. Il correspond, en français, à à, jusqu'à et aussi loin que. Le latif appartient au groupe des cas spatiaux, ou locaux, généraux, au même titre que le locatif ou le séparatif.
Le latif est typique des langues ouraliennes et est un des cas du proto-ouralien. Il est encore employé dans de nombreuses langues ouraliennes, comme le finnois, l'erzya, le moksha et le mari oriental.
De plus, le latif existait dans certaines langues du nord-est du Caucase, comme le tsez, le bejta et le kwarchi.

## En finnois
En finnois, le latif est presque désuet. On en trouve encore trace dans divers adverbes, comme alas (vers le bas), kauemmas (plus loin, avec déplacement), lähemmäs (plus proche de), pois (idée de départ), ou rannemmas (indiquant un rapprochement vers un rivage). La désinence du latif est habituellement -s.
En finnois moderne, il est habituellement remplacé par un système plus complexe de cas locatifs et d'enclitiques.

## En tsez
Dans les langues du nord-est du Caucase, comme le tsez, le latif reprend aussi les fonctions du datif pour ce qui concerne le marquage du récipiendaire ou du bénéficiaire d'une action. Certains linguistes les considèrent toujours comme deux cas distincts dans ces langues, bien que leurs désinences soient pareilles, et les listent à part, uniquement pour de différencier les cas syntaxiques des cas locatifs. Voici un exemple concernant le verbe montrer (littéralement, faire voir) :
| Кидбā ужихъор кIетIу биквархо.       |                     |                |                    |
| kidb-ā                               | uži-qo-r            | kʼetʼu         | b-ikʷa-r-xo        |
| fille:OBL-ERG                        | garçon-POSS-DAT/LAT | chat:[III]:ABS | III-voir-CAUS-PRES |
| "La fille montre le chat au garçon." |                     |                |                    |
Le datif/latif sert aussi à indiquer la possession, comme dans l'exemple suivant, en raison de l'absence d'un verbe avoir :
| Кидбехъор кIетIу зовси.   |          |              |
| kidbe-qo-r                | kʼetʼu   | zow-si       |
| fille:OBL-POSS-DAT/LAT    | chat:ABS | être:PST-PST |
| "La fille avait un chat." |          |              |
Le datif/latif se présente, comme dans les exemples ci-dessus, combiné avec un autre suffixe en tant que cas latif-possessif. Il ne s'agit cependant pas d'un cas distinct, de nombreux cas locatifs en tsez étant construits analytiquement. C'est bien une combinaison de deux suffixes casuels. L'article sur la morphologie du tsez a davantage de détails.
Les verbes indiquant une perception ou une émotion (comme voir, savoir, aimer, vouloir) demandent aussi un sujet logique au datif/latif ; dans l'exemple suivant, le datif/latif utilisé est « pur » et sans suffixe possessif :
| ГIалир РатIи йетих. |                 |               |
| ˁAli-r              | Patʼi           | y-eti-x       |
| Ali-DAT/LAT         | Fatima:[II]:ABS | II-aimer-PRES |
| "Ali aime Fatima."  |                 |               |

## Sources
- (en) Cet article est partiellement ou en totalité issu de l’article de Wikipédia en anglais intitulé « Lative case » (voir la liste des auteurs).